# Монтаржи (округ)
Монтаржи (фр. Montargis) — округ (фр. Arrondissement) во Франции, один из округов в регионе Центр (регион Франции). Департамент округа — Луаре. Супрефектура — Монтаржи.
Население округа на 2006 год составляло 166 285 человек. Плотность населения составляет 63 чел./км². Площадь округа составляет всего 2631 км².